# Мехдиабад (Азербайджан)
Мехдиабад (азерб. Mehdiabad) — посёлок в Мехдиабадском административно-территориальном округе Апшеронского района Азербайджана.

## Этимология
В 1966 году посёлку присвоено имя Мехдиабад в честь Героя Советского Союза, знаменитого партизана-разведчика Мехти Гусейн-заде (1918—1944).

## История
В 1956 году на территории Кировского района города Баку был заложен новый виноградарский совхоз, при котором в 1958 году был построен новый поселок. 
4 января 1963 года посёлок передан в состав новообразованного Апшеронского района. Согласно административному делению 1977 года посёлок Мехдиабад входил в Дигяхский поселковый совет Апшеронского района, но к 1982 году поселку предоставлен свой поселковый совет.
В 1999 году в Азербайджане была проведена административная реформа и внутри Мехдиабадского административно-территориального округа был учрежден Мехдиабадский муниципалитет Апшеронского района.

## География
Посёлок находится в 15 км от райцентра Хырдалан и в 17 км от Баку. Ближайшая железнодорожная станция — Бинагади.
Посёлок находится на высоте 66 метров над уровнем моря.

## Население
| Численность населения | Численность населения | Численность населения |
| 1981                  | 1999                  | 2009                  |
| --------------------- | --------------------- | --------------------- |
| 2281                  | ↗6157                 | ↗11 224               |

Население посёлка состоит преимущественно из переселенцев и беженцев из Армянской ССР в 1960—1990 годах.
Жители преимущественно заняты в виноградарстве и промышленности.

## Климат
| Показатель                    | Янв. | Фев. | Март | Апр. | Май  | Июнь | Июль | Авг. | Сен. | Окт. | Нояб. | Дек. | Год  |
| ----------------------------- | ---- | ---- | ---- | ---- | ---- | ---- | ---- | ---- | ---- | ---- | ----- | ---- | ---- |
| Средний суточный максимум, °C | 6,5  | 6,0  | 9,5  | 16,6 | 22,1 | 27,1 | 30,2 | 30,1 | 25,7 | 19,3 | 15,8  | 9,2  | 19,5 |
| Средняя температура, °C       | 3,9  | 3,5  | 6,4  | 12,5 | 17,8 | 22,8 | 25,9 | 25,9 | 22,0 | 15,9 | 13,0  | 6,5  | 14,7 |
| Средний суточный минимум, °C  | 1,4  | 1    | 3,4  | 8,4  | 13,6 | 18,6 | 21,6 | 21,8 | 18,3 | 12,5 | 10,2  | 3,8  | 9,9  |
| Норма осадков, мм             | 24   | 20   | 24   | 39   | 34   | 29   | 14   | 13   | 21   | 33   | 32    | 25   | 308  |

Среднегодовая температура воздуха в посёлке составляет +14,7 °C. В посёлке полупустынный климат.

## Инфраструктура
В советское время в посёлке располагались виноградарский совхоз, винодельческий цех, средняя школа, библиотека, киноустановка, медицинский пункт.
В посёлке расположены винный завод, кирпичная фабрика, почтовое отделение, 3 средних школы, детская музыкальная школа, дом культуры, библиотека, врачебный пункт, дворец счастья, полицейский участок, мечеть.
В посёлке находится памятник жертвам Чёрного января.